# Bildein
Bildein (del húngaro: Beled) es una ciudad localizada en el Distrito de Güssing, estado de Burgenland, Austria.
- Datos: Q662283
- Multimedia: Bildein / Q662283

1. ↑  Worldpostalcodes.org, código postal n.º 7521.